# Беркашат
Беркашат (вірм. Բերքաշատ) — село в марзі Армавір, на заході Вірменії. Село розташоване за 17 км на південний захід від міста Армавір та за 2 км на південний захід від села Шенаван. За 2 км на південь від села протікає річка Аракс, по якій проходить кордон з Туреччиною.